# Décoration civile au Pakistan
Les décorations civiles du Pakistan (en ourdou : پاکستان کی شہری اعزازی علامات) furent établies à la suite de la création de la République le 23 mars 1956. Ces décorations sont régies successivement par les Decorations Act de 1965 puis de 1975 et par la constitution de 1973. Selon l'article 259 de la constitution, c'est le président pakistanais qui remet les décorations pour actes de bravoure, distinction académique, sportive ou encore familiale. Le processus de choix des décorés se fait à l'échelle nationale et tout citoyen pakistanais ne peut recevoir une décoration que des mains du président,.

## Ordres et grades
Le Pakistan s'est doté de 5 ordres nationaux qui sont par ordre décroissant d'importance : l'Ordre du Pakistan (The Order of Pakistan), l'Ordre de Shuja'at (The Order of Shuja’at, Ordre de Valeur), l'Ordre d'Imtiaz (The Order of Imtiaz, Ordre de Distinction), l'Ordre de Quaid-i-Azam (The Order of Quaid-i-Azam, Ordre du Grand Leader) et l'Ordre de Khidmat (The Order of Khidmat, Ordre des Services).
Chaque ordre comporte 4 grades de dénomination identique pour tous les ordres. Les grades sont par ordre décroissant d'importance : le Nishan (ordre; en ourdou:  نشان), l'Hilal (croissant; en ourdou: ہلال), le Sitara (étoile; en ourdou: ستارہ) et enfin le Tamgha (médaille; en ourdou: تمغہ). Soit au total 20 niveaux dans la hiérarchie des distinctions pakistanaises, auxquels il faut ajouter le President’s Pride of Performance Awards qui s'intercale en quatorzième rang.
Ainsi dans l'ordre de reconnaissance des mérites, le plus haut grade (Nishan) de l'ordre le moins important (Khidmat) est plus honorant que le grade suivant (Hilal) du plus grand ordre (Ordre du Pakistan).

## Processus de distribution
Les différents gouvernements fédéral et provinciaux identifient et recommandent les éventuels bénéficiaires avant le mois de décembre pour que les dites recommandations franchissent l'étape suivante qui est composée de trois comités. Ceux-ci prennent leurs décisions durant les mois d'avril à juillet. Une liste des citoyens retenus est présentée en août au président avec l'aval du premier ministre. La liste est rendue publique le jour anniversaire de l'indépendance, le 14 août. Les remises de décorations se font généralement le jour de la République, c'est-à-dire le 23 mars,.
Les ressortissants étrangers peuvent recevoir les distinctions pakistanaises à n'importe quel jour de l'année sur la volonté du président. Cependant, le ministère des affaires étrangères doit analyser et confirmer la décision prise par le président. Ce dernier peut aussi créer de nouvelles décorations et en fixer les conditions d'éligibilité.

## Classement
Les décorations civiles sont classées selon l'ordre d'importance décroissant suivant des cinq ordres composés chacun de quatre grades:
| Grade                                      | Ordre |
| ------------------------------------------ | ----- |
| Nishan نشان                                |       |
| Nishan-e-Pakistan نشان پاکستان             |       |
| Nishan-e-Shujaat نشان شجاعت                |       |
| Nishan-e-Imtiaz نشان امتیاز                |       |
| Nishan-e-Quaid-i-Azam نشان قائد اعظم       |       |
| Nishan-e-Khidmat نشان خدمت                 |       |
| Hilal ہلال                                 |       |
| Hilal-e-Pakistan ہلال پاکستان              |       |
| Hilal-e-Shujaat ہلال شجاعت                 |       |
| Hilal-e-Imtiaz ہلال امتیاز                 |       |
| Hilal-e-Quaid-i-Azam ہلال قائد اعظم        |       |
| Hilal-e-Khidmat ہلال خدمت                  |       |
| Sitara ستارہ                               |       |
| Sitara-e-Pakistan ستارہ پاکستان            |       |
| Sitara-e-Shujaat ستارہ شجاعت               |       |
| Sitara-e-Imtiaz ستارہ امتیاز               |       |
| President’s Award for Pride of Performance |       |
| Sitara-e-Quaid-i-Azam ستارہ قائد اعظم      |       |
| Sitara-e-Khidmat ستارہ خدمت                |       |
| Tamgha تمغہ                                |       |
| Tamgha-e-Pakistan تمغا پاکستان             |       |
| Tamgha-e-Shujaat تمغا شجاعت                |       |
| Tamgha-e-Imtiaz تمغا امتیاز                |       |
| Tamgha-e-Quaid-i-Azam تمغا قائد اعظم       |       |
| Tamgha-e-Khidmat تمغا خدمت                 |       |